# Субботин, Виктор Андреевич
Виктор Андреевич Субботин (1844—1898) — врач, ординарный профессор и декан медицинского факультета Императорского университета св. Владимира.

## Биография
Сын смотрителя Прилукского уездного училища. Родился 1 (13) марта 1844 года в Прилуках, Полтавской губернии. Первоначальное образование получил в 1-й киевской гимназии, после окончания которой в 1861 году поступил на медицинский факультет Киевского университета. Университет окончил в 1867 году со степенью лекаря и был оставлен при факультете для подготовки к учёной деятельности; спустя два года защитил диссертацию под заглавием «Материалы для физиологии жировой ткани» («Университетские Известия». — 1869. — ІV. — С. 1—71, и отдельно: Киев, 1869), был удостоен степени доктора медицины и звания приват-доцента по кафедре гигиены. На два года был командирован за границу, где занимался преимущественно терапией и патологией в лабораториях Петтенкофера и Фойта в Мюнхене и Вюрца в Париже. Февраль и март 1871 года Субботин, с разрешения прусского правительства, провел на театре военных действий, посвятив это время уходу за ранеными и осмотру ряда госпиталей и лазаретов в Эперне, Реймсе и С.-Кентене.
По возвращении из-за границы медицинским факультетом Киевского университета он был избран штатным доцентом по кафедре гигиены, медицинской полиции, медицинской географии и статистики. Год спустя, он снова был командирован на два месяца за границу; в 1873 году стал экстраординарным, в 1880 — ординарным профессором по упомянутой кафедре. Был деканом медицинского факультета (1884—1886). 
Умер 17 (29) сентября 1898 года.
Награды:
- Орден Святого Станислава (Российская империя) 2-й степени (1874)
- Орден Святой Анны 2-й степени (1881)

## Сочинения
- Кроме диссертации ему принадлежат ещё следующие работы на русском и немецком языках:
- «Einiges über die Wirksamkeit des über-marganzsaueren Kalis auf Albuminkörper» («Chemisches Centralblatt», 1865 г., № 38),
- «Употребление пепсина в медицинской практике» («Соврем. Медиц.», 1867),
- «Zur Frage über die Anwesenheit der Peptone im Blut und Chylusserum» («Zeitschrift für rationale Medicin», 1868, Bd. XXX),
- «Beiträge zur Physiologie des Fettgewebes» («Zeitschrift für Biologie», 1870, Bd. VІ),
- «Труд, отдых и мясная пища» («Киевлянин», 1869 г., июль),
- «Mittheilung über den Einfluss der Nahrung auf den Kämoglohingehalt des Blutes» («Zeitschrift für Biologie», 1870, Bd. VII),
- «Ueber die physiologische Bedeutung des Alcohols für den thierischen Organismus» (ib., 1870, Bd. VIΙ),
- «Отчет o занятиях за границей» («Киевск. Универс. Извест.», 1871 г.),
- «Народные кухни в Берлине» («Арх. Судебн. Медиц.», 1871 г., т. 4, III),
- «Третий международный медицинский конгресс в Вене в 1873 г.» («Сборн. сочин. по судебн. медиц.», 1874 г., т. 2, II; 1875 г., т. 2, ІI),
- «Канализация и очищение городов» (там же, 1875 г., т. 1),
- «О дезинфекции кож животных, павших от чумы» (там же, 1878 г., т. 3),
- «Значение марганцевокислого кали как дезинфицирующего средства» («Здор.», 1878 г., № 101 и 102),
- «Порча воды в прудах и реках свеклосахарными заводами Киевской губ.» («Сборн. сочин. по судебн. медиц.», 1881 г., І),
- «О расширении преподавания гигиены в русских университетах» («Здоровье», 1882 г., № 10),
- «Объективные признаки плохих санитарных условий» («Научно-Санитарн. Новости», 1884 г., № 1—2),
- «Самоочищение речной воды» («Русск. Медиц.», 1884 г., № 6).

Перевел с немецкого и напечатал:
- «О применении закона сохранения силы в органической природе», Гельмгольца («Св. Мед.», 1863 г., № 28),
- «Холерная эпидемия в Индии», Петтенкофера («Извест. Киевск. Университ.», 1872 г., IX—XI; 1873 г., III-ІV, и отд., Киев, 1872) и
- «Основы физиологии человека», Ранке (вместе с П. П. Сущинским; — М., 1873).